# Museu Histórico Alemão

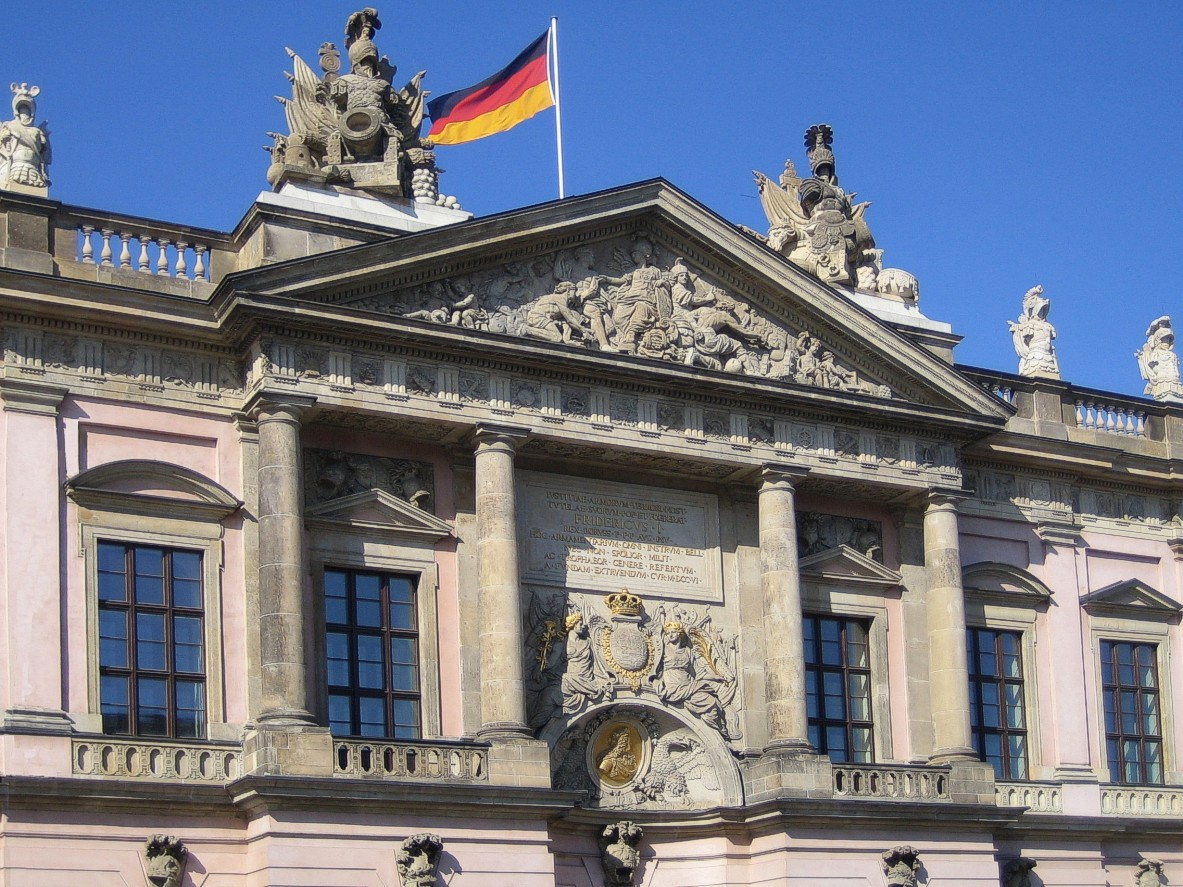
Fachada do Museu Histórico Alemão

O Museu Histórico Alemão (Deutsches Historisches Museum) é um museu da Alemanha, localizado em Berlim. Foi fundado em 1987 pelo chanceler Helmut Kohl e pelo prefeito de Berlim Eberhard Diepgen em comemoração do 750º aniversário da cidade, e é dedicado à preservação da história da Alemanha. Em 2003 foi ampliado com um projeto de I. M. Pei, um arquiteto sino-americano, e abriu suas portas ao público em maio de 2003, com a exposição História alemã em imagens e testemunhos de dois mil anos. A exposição é composta por 8.000 obras, dividas em cerca 8.000 metros quadrados que compõe uma reconstrução de dois mil anos de história da Alemanha, e suas relações internacionais na política e na cultura. Além da exposição permanente, o Museu conta com obras variadas na parte ampliada, construída por I. M. Pei.

## Fundação e história
O museu foi fundado em 28 de outubro de 1987 por causa do 750º aniversário da fundação de Berlim. Ele foi inaugurado no edifício Reichstag, na antiga Berlim Ocidental. Após o sucesso de uma exposição na Prússia, que foi mostrada do Martin-Gropius-Bau em 1981, o então prefeito governante de Berlim (Oeste), Ricard von Wwizacker, encomendou a quatro historiadores proeminentes - Hartmut Boockmann, Eberhard Jackel, Jagen Schlze e Michael Sturmer - a preparação de um memorando, que apareceu em janeiro de 1982 sob o título de Museu Histórico Alemão, em Berlim. O projeto recebeu grande apoio do chanceler federal Helmut Kohl, que denominou a fundação de um museu histórico alemão em Berlim uma prioridade nacional de importância europeia em seu discurso sobre o Estado da Nação antes do Bundestag alemão em 27 de fevereiro de 1985. Uma comissão composta por 16 importantes historiadores, historiadores da arte e diretores de museus elaborou o conceito para o museu em 1985/86 e colocou-o em discussão em audiências públicas em 1986. A versão original tornou-se a base para a fundação do museu. O objetivo do documento do museu era apresentar a história a história alemã em um contexto internacional com perspectivas múltiplas destinadas a encorajar a compreensão do ponto de vista de outros a fim de permitir um alto nível de reflexão sobre a história e a cultura em um momento de internacionalização do cotidiano e da globalização do trabalho e do comércio. Em 28 de julho de 1987, o acordo de parceria foi assinado entre a República Federal da Alemanha e a terra de Berlim Ocidental relativa ao estabelecimento da tutela temporária do Museu Histórico Alemão como uma sociedade de responsabilidade limitada.
Inicialmente o museu deveria ser localizado perto do Reichstag Building no Spreebogen, complexo do governo na curva do rio Spree. A disputa para ser o arquiteto do projeto foi vencida pelo italiano Aldo Rossi em 1988. No entanto, em 1989, a queda do Muro de Berlim levou a uma mudança nos planos: no dia da reunificação, 3 de outubro de 1990, o Governo Federal transferiu a coleção e as instalações do Museum für Deutsche Geschichte para o Museu da História Alemã, O último governo da Alemanha Oriental já havia dissolvido esse museu em setembro de 1990 e disponibilizou seus imóveis e conteúdos ao Museu de História Alemã. Assim, o Zeughaus de 1695 - edifício mais antigo de Unter den Linden - se tornou a sede do Museu de História Alemã. As primeiras exposições foram exibidas no Zeugaus em setembro de 1991.
O Museu de História Alemão começou a expandir suas coleções pouco depois de sua fundação. A abertura em dezembro de 1994 a antiga exposição permanente, então intitulada História Alemã em imagens e depoimentos, apresentou uma seção transversal inicial da coleção com mais de 2.000 exposições.
A fachada do Zeughaus foi restaurada entre 1994 e 1998 com base nos documentos históricos. O edifício foi fechado de 1998 a 2003 enquanto as extensas medidas de restauração foram realizadas pelo escritório de arquitetura Winfried Brenne. No decorrer da construção do novo salão adjacente do museu por leoh Ming Pei entre 1998 e 2203, a cobertura de vidro mais uma vez foi instalada acima do Schluterhof, o pátio interno com as máscaras de Andres Schluter, O novo edifício da IM Pei, com área de 4.000 m² e estruturalmente projetado por Leslie E. Robertson Associates, foi aberto para exposições temporárias em 2003. A exposição permanente A História Alemã em Imagens e Artefatos foi inaugurada no Zaughaus pela chanceler federal Angela Merkel em 2 de junho de 2006. Em 30 de dezembro de 2008, o Museu de História Alemã assumiu a forma jurídica de uma Fundação de Direito Público do Governo Federal (Stiftung öffentlichen Rechts des Bundes).

## Diretores
Diretores gerais do museu e presidente da fundação:
- Christoph Stölzl (1987–1999)
- Hans Ottomeyer (2000–2011)
- Alexander Koch (2011–2016)
- Raphael Gross (2016-presente)

## Exposições Permanentes

### História alemã em imagens e testemunhos
Essa exposição é a mais importante do Museu e existe desde sua reformulação. O vasto número de obras (8.000) abrange desde a época do encontro entre romanos e alemães, passando pelo crescimento da Era Cristã na Alemanha, até a reunificação do território alemão. São dois andares de exposição sobre temas como indústria, negócios, arte, política, ciências, e os principais conflitos da história do país.

### A invenção da fotografia de imprensa - Coleção Ullstein 1894-1945
A exposição conjunta imagem ullstein de / Axel Springer Syndication GmbH e do Museu Histórico Alemão. A exposição tem como base a coleção da editora Ullstein Press Photo no século XX, um marco na história da imprensa alemã. Nesse momento surge a fotografia no jornalismo, e os jornais começam a explorar a imagem como meio de popularidade. A editora Ullstein tinha como revista mais importante a "Berliner Illustrierte Zeitung", que teve circulação temporária e foi líder de mercado na Alemanha, atingindo diferentes públicos, de diferentes níveis sociais. A revista representa o nascimento da revista como um meio de comunicação significante e que atendia a demanda pelo visual, gerada pelo surgimento da fotografia, principalmente analógica. Nessa exposição estão fotografias originais de: Georg e Otto Haeckel, Martin Munkacsi, Philipp Kester, , Erich Salomon, Yva, Max Ehlert, Regina Relang, e Felix H. Man.

## Instalações

### Salões de exposição
A exposição permanente A História Alemão em Imagens e Artefato é sediada no Zeughaus em uma área de 8.000 m². Os quatro andares da Sala de Exposições I.M. Pei são dedicadas às exposições temporárias

### Biblioteca
A biblioteca de pesquisa especializada em história alemã e em geram, bem como o acervo do museu, contém mais de 222 mil volumes, incluindo 12 mil livros raros, 40 mil volumes de revistas e jornais e 15 mil catálogos de museus. A biblioteca de referência pública está localizada atrás do Zeughaus no edifício administrativo do museu, que pertencia à coorporativa de crédito prussiana Prussische Central-Genossenschaftskasse de 1899 e 1945 e, posteriormente à empresa estatal Minol.

### Cinema
O Zeughausino, um cinema com 165 pessoas, faz parte integrante do Museu Histórico Alemão e está localizado no Zeughaus. Seu principal objetivo é reunir questões históricas e filmes históricos em um programa marcado por séries cinematográficas para acompanhar exposições e retrospectivas temáticas.

## Coleções

### Seções
Cultura de vida diária I
Produtos e instrumentos técnicos e médicos, objetos domésticos, publicidade de produtos (70 mil objetos).
Cultura cotidiana II
Moda, figurinos e artigos religiosos (45 mil objetos).
Cultura cotidiana III
Brinquedos, cartões postais, objetos políticos e inventário especial (40 mil objetos).
Impressões antigas e valiosas
Impressões do século XV até XX (25 mil objetos).
Documentos I
Escrituras, folhetos e coleções de mapas, autógrafos, selos e álbuns até 1914 (50 mil objetos).
Documentos II
Álbuns de fotos, jornais, folhetos, materiais de propaganda, mapas e autógrafos desde 1914 (120 mil objetos).
Arquivo de imagens
Imóveis de fotógrafos e agências de imagens (500 mil impressões fotográficas).
Coleção de filmes
850 filmes.
Artes e esculturas até 1900
Arte de mobiliário, cerâmica, vidro e metal (6.000 objetos).
Coleta de impressão
Sobre a história dos eventos do século XVI ao século XX, e coleção de gravuras de retrato do século XV ao XX (100 mil impressões).
Arte I
Pinturas até 1900 (857 objetos).
Arte II/Coleção de fotos
Pinturas e esculturas dos séculos XX e XXI (3.00 objetos e 20 mil fotografias).
Militar I
Antigas armas e armaduras e equipamentos militares (20 mil objetos).
Militar II
Uniformes, bandeiras, medalhas, decorações e impressões militares (30 mil objetos).Posters, Cartazes artísticos de 1896 a 1938 da Coleção Hans Sachs, cartazes políticos de 1920 a 1960 da Coleção Wolf e cartazes GDR (80 mil objetos).
Em 2012, após decisão judicial, os herdeiros de Hans Sachs receberam a posse de sua coleção que havia sido expropriada pelo Dr. Sachs pelos nazistas em 1938.

## Banco de dados e imagens online
O Museu Histórico Alemão possui um banco de dados de objetos mais extenso de todos os museus na Alemanha que podem ser consultados na internet. As coleções do museu são registradas e administradas no banco de dados. Atualmente, o museu possui cerca de 500 mil objetos e ele fornece fotos digitais de aproximadamente 70% desses objetos. Os direitos de reprodução para fins comerciais são gerenciados pelo arquivo de imagens do Museu Histórico Alemão, que cobra taxas e uso padrão do setor.

### LeMo
Em cooperação com Haus der Geschichte der Bundesrepublik Deutschland em Bonn, o Museu Histórico Alemão opera um vasto serviço de internet chamado LeMo (Lebendiges virtuelles Museum Online ou Living virtual Museum Online) com informações sobre a história alemã de 1871 até o presente, Mais de 30 mil páginas HTML, 165 mil fotos, bem como clipes de áudio e vídeo estão disponíveis na web.